# Casa da Torre
A Casa da Torre de Garcia d'Ávila é uma construção histórica localizada na Praia do Forte, no município de Mata de São João, no estado brasileiro da Bahia. Foi uma edificação fortificada e com caraterísticas medievais.
Sua construção teve início no ano de 1551, e após 73 anos, teve a sua conclusão no ano de 1624. Sobre uma elevação, a Casa da Torre foi, originalmente, denominada por seu proprietário como Torre Singela de São Pedro, e é referida ainda como Castelo de Garcia d'Ávila, Torre de Garcia d'Ávila e Forte de Garcia d'Ávila.

## História

### Origens
A Casa da Torre tem suas origens na iniciativa de Diogo Álvares Correia, o Caramuru, casado com Catarina Álvares, a Paraguaçu, uma tupinambá batizada na França com o nome de Catarina do Brasil — o primeiro casal cristão na colônia brasileira. A descendência de ambos, através de Diogo Álvares Dias, filho de Genebra Álvares e Vicente Dias, natural de Beja, entrelaçou-se não apenas na progênie (Isabel de Ávila) de Garcia d'Ávila com a indígena Francisca Rodrigues, como na geração de Jerônimo de Albuquerque com a filha do cacique Arcoverde Muira Ubi, da Capitania de Pernambuco. Vinculou-se, mais tarde, com os descendentes de Domingos Pires de Carvalho, casado com Maria da Silva; com a geração de Filippo Cavalcanti casado com Catarina de Albuquerque (de Pernambuco); e com a descendência do casal José Pires de Carvalho—Tereza Vasconcellos Cavalcanti de Albuquerque Deus-Dará, formando o arcabouço da aristocracia do Recôncavo Baiano.

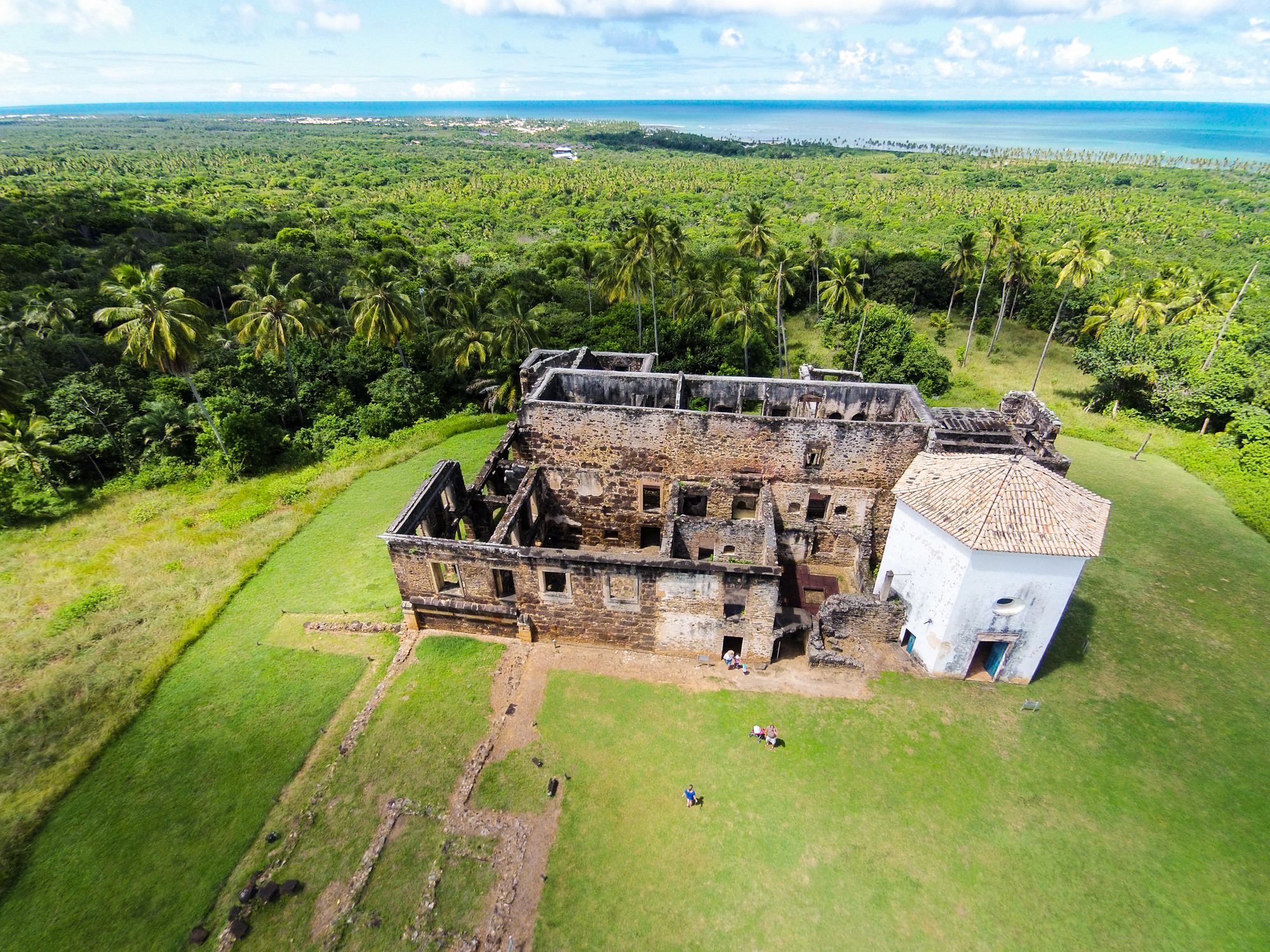
Vista aérea

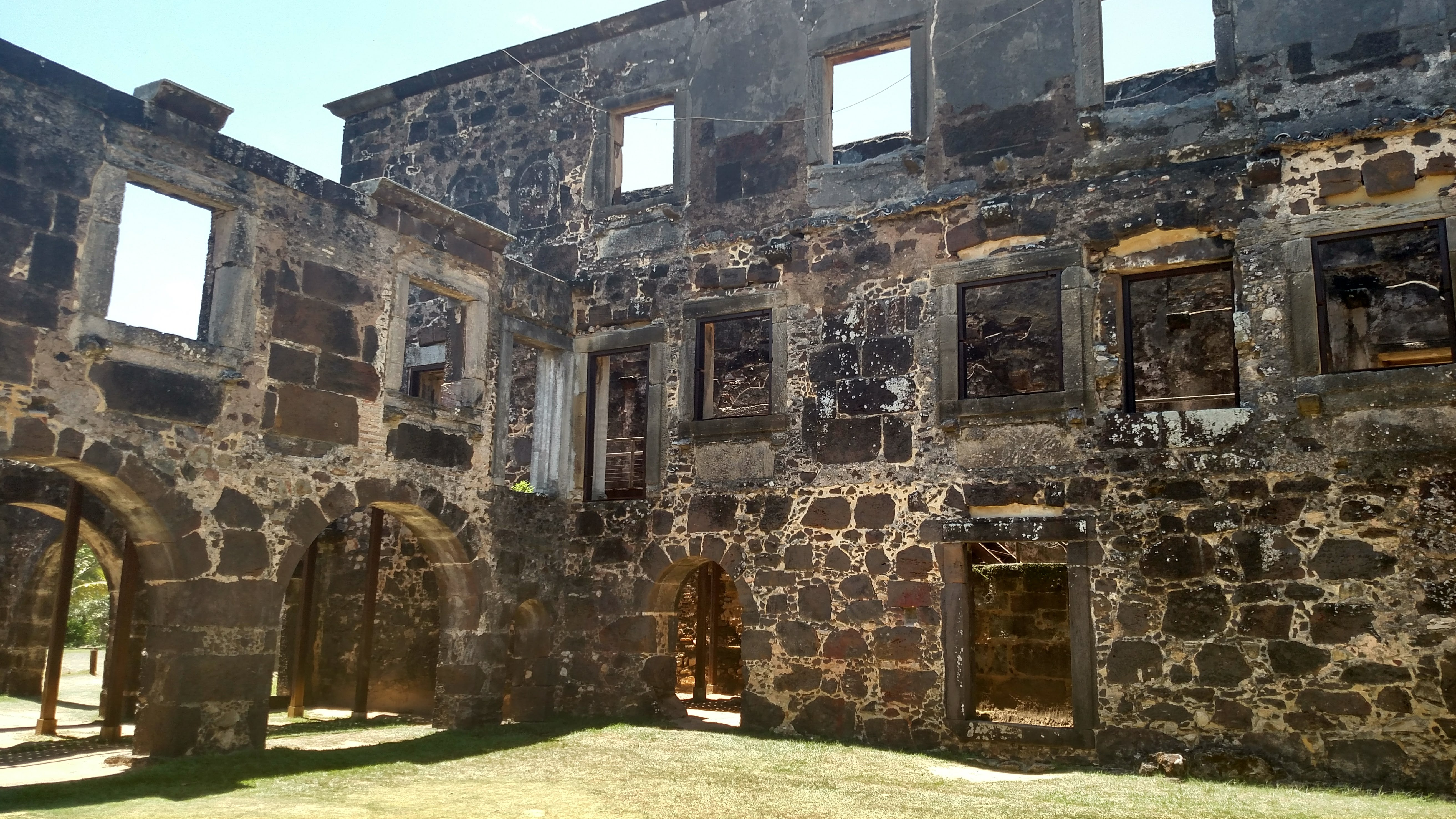
Interior das ruínas da casa

A Casa da Torre foi o embrião de um grande morgado que se iniciou na capitania da Bahia ainda no século XVI e que, por quase 300 anos, expandiu-se ao longo das gerações dos seus senhores por mais de 400 léguas na Região Nordeste do Brasil — um território que correspondia ao dobro da capitania do Piauí — à custa de guerras contra os índios, com escravização destes para trabalharem nas plantações de cana-de-açúcar, nos engenhos de açúcar e nas criações de bois, cavalos e mulas (todos estes animais eram utilizados para transporte em pequenas distâncias e como força de tração nos engenhos). A expansão também foi motivada pela busca por minas de prata, embora só tenham sido encontradas minas de salitre. Constitui-se no centro de um expressivo poder militar no período colonial. De 1798 em diante, esteve envolvido nas lutas pela Independência do Brasil. Muitos dos seus membros foram agraciados com títulos de nobreza tanto por Pedro I do Brasil como por Pedro II do Brasil.
Além de seu papel de vulto no desbravamento de origem europeia do sertão nordestino e na evolução territorial do Brasil, a Casa da Torre foi pioneira na pecuária na região e está associada ao trânsito no chamado Caminho da Bahia, que abasteceu as Minas Gerais.
Esse desbravamento no sertão partida da casa da torre, deu origem a figura do vaqueiro, conhecido popularmente como "vaqueiro nordestino", foi através desse desbravamento levando a pecuária pro sertão baiano, que os vaqueiros começaram a aproveitar o couro como "armadura" para lidar com o gado na mata espinhosa.

### A Casa e a Torre

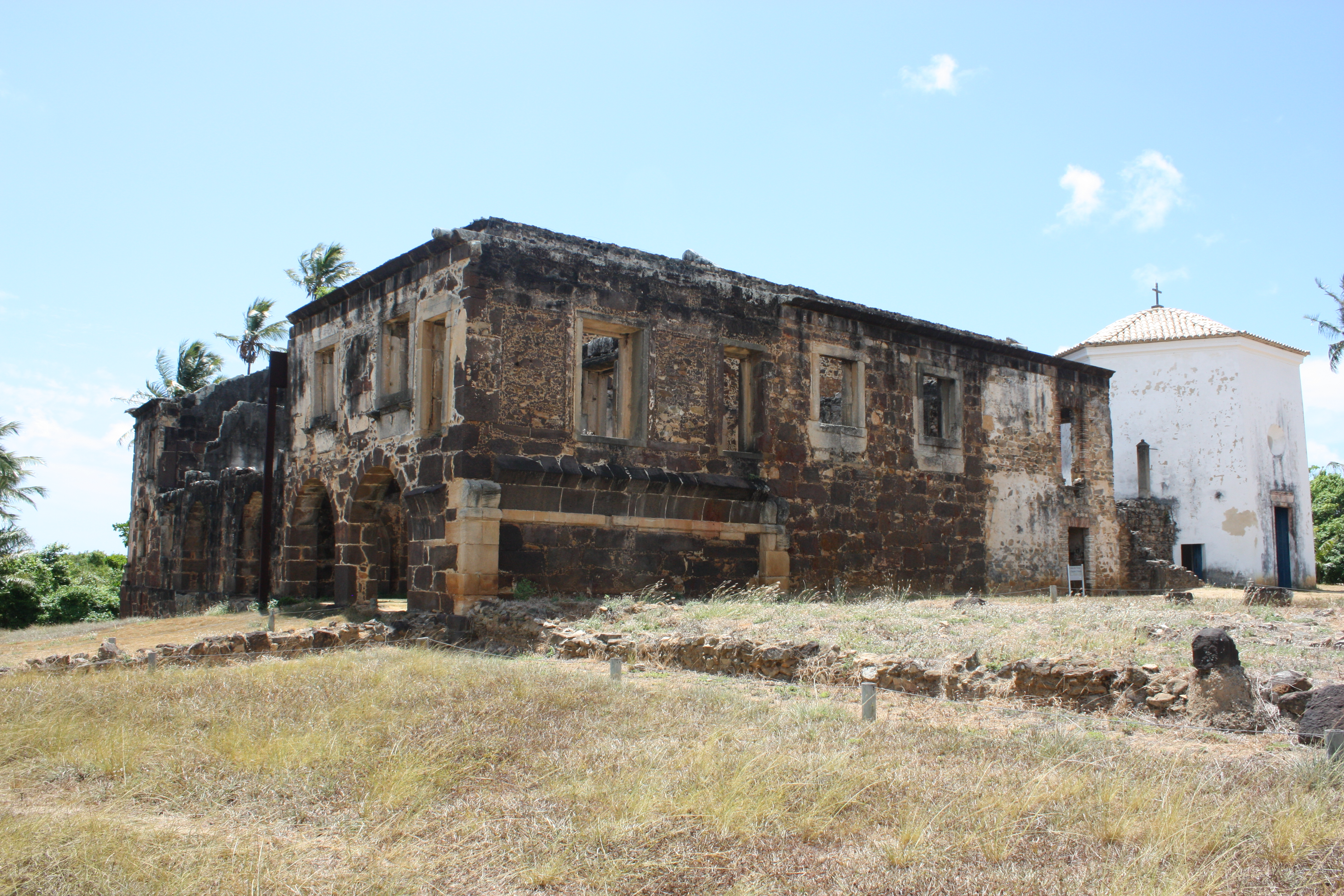
Vista da Casa

Constituía-se em uma espécie de mansão senhorial, ainda ao estilo manuelino em uso por Portugal nas suas possessões ultramarinas no início do século XVI, erguida por Garcia d'Ávila a partir de 1551 para sede dos seus domínios, cumprindo o Regimento passado por João III de Portugal (1521-1557), como um complexo composto "(...) de moradias e defensas, capela e um baluarte vigilante onde ardiam, em circunstâncias especiais, fogos sinaleiros." (op. cit., p. 83). Foi representada por João Teixeira Albernaz, o velho isolada sobre um montículo, como uma pequena torre ameada, com três pavimentos marcados por linhas de seteiras ("Bahia de Todos os Santos", 1612. Livro que dá Razão do Estado do Brazil, c. 1616. Biblioteca Pública Municipal do Porto).
A primitiva estrutura, que corresponde à atual capela, foi uma torre de planta hexagonal, abobadada, com paredes de tijolos. As salas contíguas eram recobertas por cúpulas e abóbadas de arcos cruzados. Em etapa construtiva posterior, a fortificação foi erguida em alvenaria de pedra, desenvolvendo-se simetricamente em torno de um pátio de armas, onde uma escadaria dupla conduzia ao primeiro pavimento.
Em alvenaria de pedra e cal, tinha a função de vigiar o sertão por um lado, resistindo aos ataques dos indígenas revoltados e o mar pelo outro, resistindo aos corsários que então procediam razias no litoral. Uma terceira fase da construção, datada do início do século XVIII, também em pedra, amplia o Castelo.

### Invasões Neerlandesas do Brasil e expansão

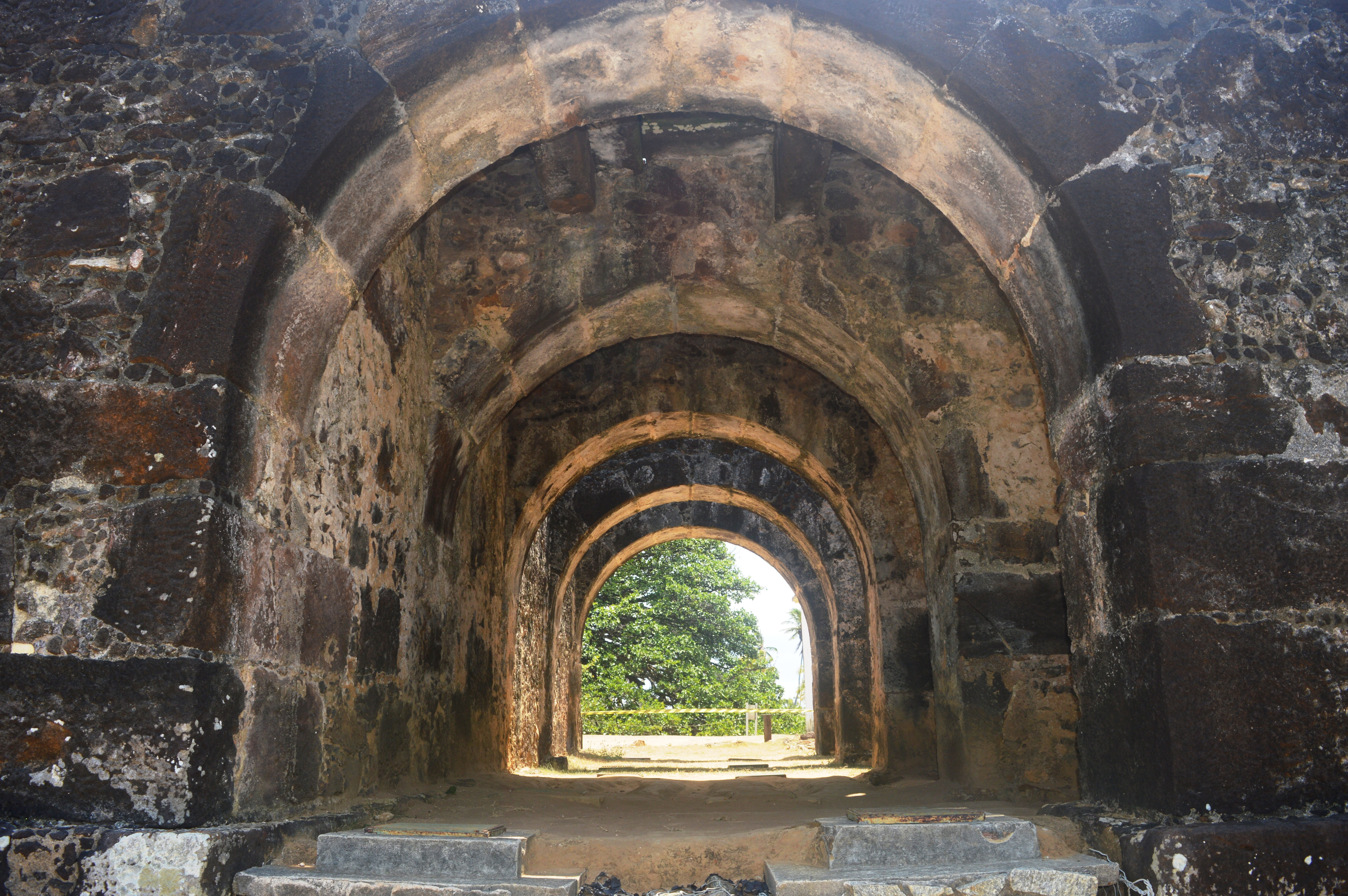
Arcadas

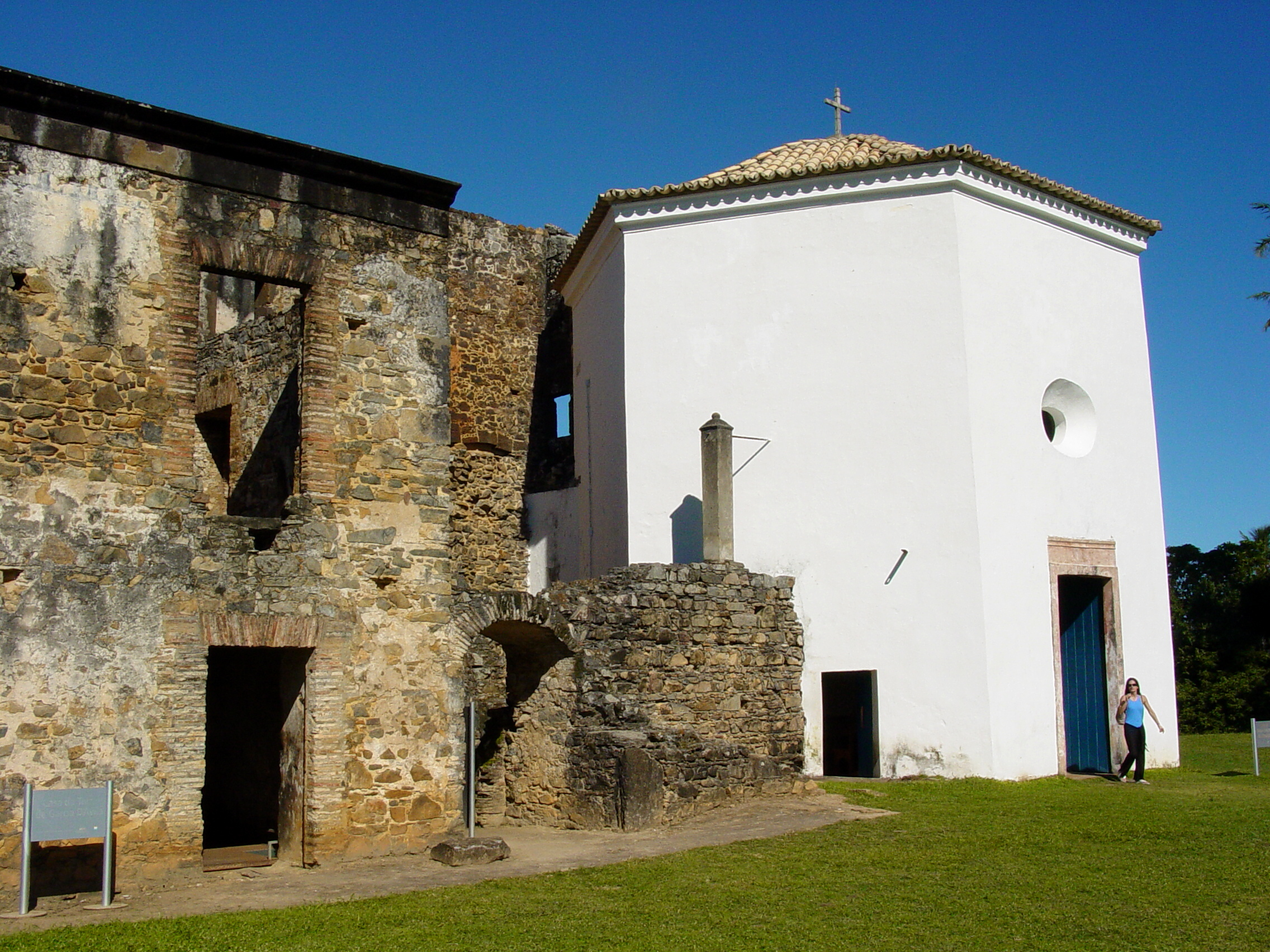
A torre onde está a capela

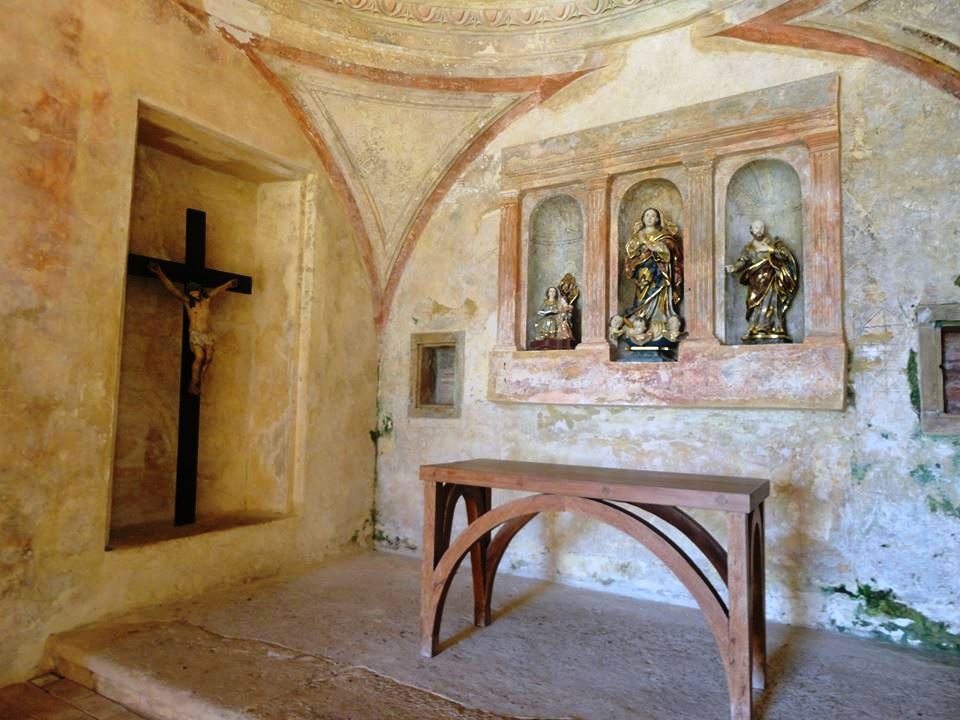
Interior da capela

No contexto da segunda das invasões neerlandesas ao Brasil (1630-1654), o seu neto, Francisco Dias de Ávila Caramuru (c. 1621-1645), auxiliou na defesa, fornecendo homens e víveres: a Casa foi utilizada como refúgio temporário por Giovanni di San Felice, conde de Bagnoli, que assumiu o comando das forças portuguesas após o desastre na batalha de Mata Redonda (janeiro de 1636) (GARRIDO, 1940:83). Dos domínios da Casa da Torre, partiram as primeiras bandeiras sertanistas que introduziram a pecuária na região Nordeste do Brasil: Francisco Dias de Ávila II (c. 1646-1694), na segunda metade do século XVII, após dominar os cariris, ampliou as fronteiras desse latifúndio familiar até os sertões de Pernambuco.
No século seguinte, o seu sucessor, Garcia de Ávila Pereira, atendeu solicitação do governador-geral dom Rodrigo da Costa (1702-1705) para substituir o antigo Forte da Praia, então desaparecido, e fez construir, às próprias expensas, o Forte de Tatuapara, em alvenaria de pedra e cal (Carta a Garcia d'Avila (3º) em 23 de agosto de 1704. in: "Anais do Arquivo Público da Bahia (Vol. VI)", p. 157-158. Documentos Históricos (Vol. XL), p. 180. apud: CALMON, 1958:150), hoje por sua vez desaparecido. Este morgado comandava, na ocasião, um Regimento de Auxiliares composto por três Companhias, com a função de guarnecer a costa entre o rio Real e o rio Vermelho (CALMON, 1958:130). De acordo com GARRIDO (1940), a sua artilharia teria sido completada em torno de 1710-1711 (op. cit., p. 83). Com a morte de Garcia de Ávila Pereira de Aragão em 1805, na ausência de herdeiros o morgadio da Torre passou para os Pires de Carvalho e Albuquerque (SOUSA, 1983:111). As propriedades dos Ávilas se localizavam, da Bahia ao Maranhão, dentro de uma área de cerca de 800 mil quilômetros quadrados, equivalente a 1/10 do território brasileiro de hoje, o que equivale às áreas, somadas, de Portugal, Espanha, Holanda, Itália e Suíça.

### A Guerra da Independência
No século XIX, durante a Guerra da independência do Brasil (1822-1823), serviu de base ao Exército Libertador de Cachoeira (1823), fornecendo destacamentos de cariris armados com flechas e bordunas, tendo o Império recompensado os seus morgados pelos importantes serviços prestados como abaixo:
- Joaquim Pires de Carvalho e Albuquerque, agraciado com o título de Visconde de Pirajá;
- Francisco Elesbão Pires de Carvalho e Albuquerque, agraciado com o título de Barão de Jaguaripe; e
- Antônio Joaquim Pires de Carvalho e Albuquerque, agraciado com o título de Visconde da Torre de Garcia d'Ávila.

Com os seus recursos exauridos após a Guerra e a extinção dos morgadios no Brasil a partir de 1835, a Casa da Torre foi progressivamente abandonada, transformando-se em ruínas.

### Tortura de escravos
Luiz Mott recuperou na Torre do Tombo, em Lisboa, uma denúncia à Inquisição que acusava Garcia d'Ávila Pereira Aragão de torturar escravos com os maiores requintes de crueldade, e também de cometer heresias contra a fé católica. Apesar de não ter sido levada a cabo, a denúncia tem rico valor histórico e antropológico por sua riqueza de detalhes, tanto nos métodos e aparelhos de tortura quanto na gente que habitava o engenho.

### Do século XX aos nossos dias
No século XX, foi tombada pelo Instituto do Patrimônio Histórico e Artístico Nacional, em 1938.
Na década de 1980, o Instituto Geográfico e Histórico da Bahia (IGHB) elaborou um projeto de restauração encaminhado à 5ª Diretoria Regional da SPHAN/Pró-Memória. O imóvel, em mãos da iniciativa privada, originou a Fundação Garcia d'Ávila, com vistas a proteger a edificação tombada, restaurando-a e transformando-a em Centro Cultural e Museu Histórico.